# 花のあすか組! BS(ブラックスクール)編
『花のあすか組! BS(ブラックスクール)編』（はなのあすかぐみブラックスクールへん）は、高口里純による日本の漫画作品である。

## 概要
2012年7月20日に『新・花のあすか組!』最終巻・8巻の続きが『花のあすか組! プラチナ』と題され電子書籍「パブー」で公開された。2012年10月23日までに3回、32ページが公開されたが2017年末まで中断されたままだった。2017年末に削除され、2018年4月6日より『花のあすか組! BS(ブラックスクール)編』と改題し仕切り直され、電子書籍「Renta!」「マンガJAM」にて連載された。隔週金曜日15〜18ページづつの更新だった。
『花のあすか組! BS(ブラックスクール)編』完結ののち、『花のあすか組! ∞インフィニティ』が電子書籍「Renta!」「マンガJAM」にて連載中である
。
2018年4月6日よりウェブコミック連載され、2018年8月8日、上下巻で単行本化された。
未完で終わった『新・花のあすか組!』の最終巻・第8巻からの続きである。
『新・花のあすか組!』第8巻103ページ〜313ページ（N0.59〜FINAL）と『花のあすか組! BS編』上巻は、ほぼ同じ内容である。
次作『花のあすか組! ∞インフィニティ』の序章が挿入される。

## あらすじ
世利奈とミコが遊びで通っている携帯電話サイト・ネット学園「ブラックスクール」Bクラスの女子中学生が飛び降り自殺した。彼女はネット学園でいじめの標的になっていた。その事件からネット学園「ブラックスクール」は臨時休校となり、救済サイト「ひまわり会」の誘導バナーが貼られた。
ネット学園「ブラックスクール」Bクラス49名の生徒は全員リンチの対象となり、女子中学生の傷害事件が次々に起こる。ヴァーチャルが現実になっていくかのような出来事だった。
あすかの通う中学校では携帯電話を学校に持ってくることに親の許可証が必要となった。
ネット学園「ブラックスクール」は全中裏が設立、運営していた。

## 登場人物

### 主要登場人物
九楽 あすか（くらく - ）

森丘 世利奈 （もりおか せりな）
携帯サイトに夢中という共通点でミコと親しくなり、ミコと同じ携帯サイト・ネット学園「ブラックスクール」に通い始める。女子中学生の自殺者が出たBクラスに所属している。自殺した女子中学生がBクラスでイジメられていたことは知っていたが、傍観していた。
学校内での携帯電話所持が禁止され、校門で没収される。ショックを受けるが、あすかに「戦える手、守れる手が二本になった」と言われる。「携帯電話を持ってないと死ぬ」と思い込む極限状態からは脱する。
ネット学園「ブラックスクール」Bクラス所属者がリンチの標的となり、世利奈も標的になったが、学校内で救済サイト「ひまわり会」を名乗る少女達に声をかけられる。
「ミコ」堂本 美子（どうもと みこ）
あすかのマブダチ。中学2年生。14歳。眉毛が無い。元・西区筆頭表番候補だったが全中裏には入っていない。
遊びで携帯サイト・ネット学園「ブラックスクール」の学生になっている。世利奈と同じくBクラスに所属。
市花 文緒 （いちはな ふみお）
元・荒川区エリアマスター。中学2年生。14歳。
蘭塾からの出塾後、不破と共にあすかの側に張り付き、集団であすかを襲ってくる連中を蹴散らす。
不破 徳美 （ふわ なるみ）
元・江東区エリアマスター。中学2年生。14歳。
蘭塾からの出塾後、市花と共にあすかの側に張り付き、集団であすかを襲ってくる連中を蹴散らす。
ヤスヒロ
「シルバーゴースト」のヘッド。高校生。18歳。
ユカリ自身には止められていたが、ユカリが何者かに襲われたことをあすかに告げに来る。あすかに惚れており、それを口実に会いに来たのだった。
明 ユカリ （あきら - ）
「シルバーゴースト」の初代マスコット。高校生。17歳。
正体不明の連中に襲われても「自分は負けない」と伝えるためにあすかに会いに来る。

### 全中裏
女子中学生で構成された組織。
HIBARI

#### 裏番十人衆
側近 “右”- 春日 （かすが）
女性ではない。18歳。
三色 “紅”
西区裏番。
姫の申し出でエリアマスター達の蘭塾からの出塾を取りなし、自分の手足として動かすことを条件に西区表番への昇格を認める。あすかには自分の管轄である西区への接触を厳禁する。
HIBARI・SSの企画から奪った、ネット学園「ブラックスクール」を仕切り、アレンジを加え運営していたが破綻した。警察の捜査対象にしてしまう。ネット学園「ブラックスクール」の救済サイト「ひまわり会」について西区構成員に調べさせる。
全中裏関係者の実名を世間に流した者への制裁を、西区構成員に命令する。

#### 西区表番
「姫」 巳姫 正子 （みき しょうこ）
西区筆頭表番。中学1年生。13歳。おかっぱ頭の美少女。
蘭塾に行った元エリアマスター達の出塾を“紅”に求め、出塾した彼女達を西区表番に昇格させる。
“紅”が仕切っていたネット学園「ブラックスクール」の尻拭いをさせられる。
「水」 水森 奈々 （みずもり なな）
中学2年生。14歳。

##### 新・西区表番
『花のあすか組!』で全中裏から引退した西区表番に代わる人材の補充を春日に求めた姫が、『新・花のあすか組!』で引退する予定だったエリアマスター達から人選した者達。
赤江 かりん （あかえ - ）
元・中央区エリアマスター。中学2年生。14歳。
蘭塾からの出塾後、西区表番に昇格する。姫の側に控える。
那智 一恵 （なち かずえ）
元・葛飾区エリアマスター。中学3年生。15歳。美少女。
蘭塾からの出塾後、西区表番に昇格する。あすか、市花、不破の三人の動向を見守り、姫に報告する。
忍 流華 （しのぶ るか）
元・足立区エリアマスター。中学1年生。13歳。
蘭塾からの出塾後、西区表番に昇格する。ミコの動向を見守り、姫に報告する。
国生 光 （こくしょう ひかる）
元・練馬区エリアマスター。中学3年生。15歳。
蘭塾からの出塾後、西区表番に昇格する。「ひまわり会」を探っているが手こずっている。

#### HIBARI・SS
志摩 （しま）
HIBARI・SS円卓七人衆の第4代円卓頭。
HIBARI・SSの企画であるネット学園「ブラックスクール」を、十人衆の特権で“紅”に持って行かれてしまい、かなり腹を立てている。

#### カゲボウシ（影武者）
葵影（あおかげ）
“葵”のカゲボウシの三人の総称。あすかを襲う。『花のあすか組! ∞インフィニティ』にも登場。
朱影（あかかげ）
“朱”のカゲボウシ。最首を襲う。

### 微里威同盟
高知県を本拠地とする女子高校生の集団。
最首 環 （さいしゅ たまき）

馬場 栞 （ばば しおり）

### 蘭塾
ミキリ
「ひまわり会」のトップ。
バーゲン
「ひまわり会」のトップ。

### ひまわり会
携帯サイト学園「ブラックスクール」の救済サイト。全員リンチの対象となったBクラスの生徒を助けようとする。森丘世利奈に声をかけに来た。全国の中高生に会員がいる。
橋本 百合香 （はしもと ゆりか）
ゲーム系オタク。一年前に亡くなっている。「ひまわり会」を追求すると出てきた個人サイトの管理人。「橋本ブログ」にヤクザの介入があった。ネットで盛大にゲームを行なっていた。

### 警察
沢井 （さわい）
少年課の刑事。29歳の女性。ネット学園が原因の女子中学生飛び降り事件を調査する。ネットから「全中裏」というキーワードを見出すがそれ以上の追求が出来ない。
チカ
沢井のサポートをする女刑事。

## 書誌情報
高口里純『花のあすか組! BS(ブラックスクール)編』〈祥伝社・FEELコミックス FC Jam〉全2巻
1. （上）2018年8月8日発売、ISBN 978-4-396-79123-0
2. （下）2018年8月8日発売、ISBN 978-4-396-79124-7

- 上巻は『新・花のあすか組!』第8巻103ページから313ページまで（NO.59〜FINAL）に描き下ろしを加え再構築。[4]